# Angelo Cuniberti
Angelo Cuniberti IMC, auch Ángel Cuniberti, (* 6. Februar 1921 in Mondovì, Italien; † 26. Juni 2012 ebenda) war Apostolischer Vikar von Florencia in Kolumbien.

## Leben
Angelo Cuniberti trat der Ordensgemeinschaft der Consolata-Missionare bei und empfing am 29. Juni 1944 die Priesterweihe. 1952 kam er als Missionar nach Kolumbien. 
Papst Johannes XXIII. ernannte ihn am 18. April 1961 zum Apostolischen Vikar von Florencia und Titularbischof von Arsinoë in Cypro. Der Papst selbst spendete ihm am 21. Mai desselben Jahres die Bischofsweihe; Mitkonsekratoren waren Fulton John Sheen, Weihbischof in New York, und Edoardo Mason MCCJ, Apostolischer Vikar von El Obeid. Er nahm als Konzilsvater an allen vier Sitzungsperioden des Zweiten Vatikanischen Konzils teil.
Am 15. November 1978 nahm Papst Johannes Paul II. seinen vorzeitigen Rücktritt an, vermutlich wegen Auseinandersetzungen mit der römischen Kurie.

### Wirken
Angelo Cuniberti engagierte sich 1962 für die Gründung eines Lehrerverbandes (Asociación de Institutores del Caquetá (Aica)) in Caquetá. Ebenso regte er die Gründung der Nationalen Landwirtschaftlichen Föderation (Federación Nacional Agraria) und der Nationalen Vereinigung der Kleinbauern in Kolumbien (Asociación Nacional de Usuarios Campesinos de Colombia - Anuc) an und trug wesentlich dazu bei, die Organisation von Genossenschaften zu ermöglichen.
Mit seinem Einsatz für eine öffentliche Universität in Caquetá und dank seiner Intervention im Jahr 1971 gründete er das Instituto Técnico Universitario Surcolombiano (Itusco) in Florencia, den Vorläufer der heutigen Universidad de la Amazonia.
Er engagierte sich zudem für die Organisation der Zivilgesellschaft in Caquetá und ging gegen soziale Ungerechtigkeiten vor; er genoss hohes Ansehen in der Bevölkerung. Er ist unter anderem Namensgeber des Premio Angel Cuniberti, des Institución Educativa Angel Cuniberti und weiterer Einrichtungen.